# Chaos Theory Remixed
 (juillet 2017).
Si vous disposez d'ouvrages ou d'articles de référence ou si vous connaissez des sites web de qualité traitant du thème abordé ici, merci de compléter l'article en donnant les références utiles à sa vérifiabilité et en les liant à la section « Notes et références ».
Albums de Amon Tobin
Monthly Joints Series
(2010) ISAM
(2011)
Chaos Theory Remixed (The Soundtrack to Splinter Cell 3D) est une édition de remixes de l'album Chaos Theory (2005) du DJ et musicien brésilien Amon Tobin.
Sortis en février 2011 sur le label Ninja Tune, les morceaux de cet album composent la bande originale du jeu vidéo Splinter Cell 3D — remake de Splinter Cell : Chaos Theory —, pour console Nintendo 3DS.
Il est essentiellement disponible en édition numérique, cependant, une édition 2 × vinyle LP est diffusée par le label au même moment.

## Liste des titres
Toutes les chansons sont écrites et composées par Amon Tobin.
| 1.    | Breaking Protocol                        | 3:36 |
| 2.    | El Cargo (The Qemists remix)             | 3:03 |
| 3.    | Kokubo Sosho Stealth (Daedelus remix)    | 3:14 |
| 4.    | Displaced (The Qemists remix)            | 5:17 |
| 5.    | The Lighthouse (King Cannibal remix)     | 6:16 |
| 6.    | The Clean Up (Lorn remix)                | 6:50 |
| 7.    | Ruthless (Kid Koala remix)               | 4:43 |
| 8.    | Splinter Cell: Conviction Theme Menu     | 2:17 |
| 9.    | Kokubo Sosho Battle (Daedelus remix)     | 3:01 |
| 10.   | Ruthless (reprise) (Eskmo remix)         | 4:27 |
| 11.   | Hokkaido (Lorn remix)                    | 3:04 |
| 12.   | Theme From Battery (King Cannibal remix) | 4:47 |
| 50:35 |                                          |      |